# پورت کوستا (کالیفرنیا)
پورت کوستا (به انگلیسی: Port Costa) یک منطقهٔ مسکونی در ایالات متحده آمریکا است که در شهرستان کنترا کوستا، کالیفرنیا واقع شده‌است. پورت کوستا ۰٫۴۱۰ کیلومتر مربع مساحت و ۱۹۰ نفر جمعیت دارد و ۴٫۸۸ متر بالاتر از سطح دریا واقع شده‌است.